# Маратонска стаза на Летњим олимпијским играма 2012.
Маратонска стаза на Летњим олимпијским играма 2012. у Лондону представља руту дуж које ће се такмичити маратонци у обе конкуренције. Трасу дужине 42,195 км чине један мањи круг од 3,571 км и три велика круга дужине 12,875 км и постављена је уз сагласност Светске атлетске федерације. 
Садашњи изглед трасе је потврђен у октобру 2010. Старт је у улици Мол (енгл. The Mall) око 400 метара од Викторијиног споменика, где је и циљ након четири круга. Стаза пролази крај неких од највећих знаменитости Лондона као што су Биг Бен, Вестминстерска палата, Лондонско око, Трафалгар сквер итд.
Службено премеравање стазе од стране техничког одбора Светске атлетске асоцијације обављено је 13. јуна 2012.